# 朱子帆
朱子帆（1898年—1967年），曾用名朱源、朱国华，男，安徽无为人，中国政治人物，曾任安徽省政府秘书长，中国国民党革命委员会安徽省委员会副主任委员，安徽省政协副主席。